# Фаринлойе, Виктор
Виктор Фаринлойе (англ. Victor Farinloye; род. 13 марта 1975 года) — нигерийский паралимпийский игрок в настольный теннис. Бронзовый призёр летних Паралимпийских игр 2020 в Токио.

## Биография
Принял участие на летних Паралимпийских играх 2020 в Токио в индивидуальном (класс 8) и командном (классы 9—10) турнирах. В индивидуальном турнире занял третье место в группе, проиграв украинцу Виктору Дидуху и британцу Билли Шилтону, и не вышел в плей-офф. В командном турнире стал обладателем бронзовой медали вместе с Таджудином Агунбиаде и Алаби Олуфеми, хотя не принял участие ни в одной игре.
Участвовал на летних Паралимпийских играх 2024 в Париже. В одиночном разряде (класс 8) проиграл в 1/16 финала хорвату Борне Зохилу. В парном разряде (класс MD14) вместе с Кайоде Алаби проиграли в 1/8 финала китайцам Хуан Цзясиню и Пэн Вэйнаню.